# Francis Xavier Sudartanta Hadisumarta
Francis Xavier Sudartanta Hadisumarta OCarm (* 13. Dezember 1932 in Ambarawa; † 12. Februar 2022 in Jakarta) war ein indonesischer Ordensgeistlicher und römisch-katholischer Bischof von Manokwari-Sorong.

## Leben
Francis Xavier Sudartanta Hadisumarta trat 1953 der Ordensgemeinschaft der Karmeliten bei und empfing nach seiner theologischen Ausbildung im Priesterseminar von Malang sowie in Rom und Jerusalem am 12. Juli 1959 die Priesterweihe.
1966 hatte Hadisumarto einen Unfall in einem Kautschukplantagengebiet außerhalb der Stadt Pematang Siantar in Nordsumatra, bei dem er zwei Monate lang bewusstlos blieb. Nach dem Unfall war er zunächst in Kliniken in Pematang Siantar und in Medan, bevor er drei Monate lang in Nijmegen, Niederlande, behandelt und sechs Monate lang in Bonn, Deutschland, behandelt wurde. Anschließend lehrte er wieder am Seminar von Pematang Siantar und Seminar von Malang. Zudem engagierte er sich als Provinzial des Karmeliterordens in Indonesien.
Paul VI. ernannte ihn am 1. März 1973 zum Bischof von Malang. Der Erzbischof von Semarang und Militärvikar von Indonesien, Justinus Kardinal Darmojuwono, spendete ihm am 3. September desselben Jahres die Bischofsweihe; Mitkonsekratoren waren Leo Soekoto SJ, Erzbischof von Djakarta, und Jan Antonius Klooster CM, Bischof von Surabaia. 
Papst Johannes Paul II. ernannte ihn am 5. Mai 1988 zum Bischof von Manokwari-Sorong, nachdem er von 1980 bis 1988 Präsident der Bischofskonferenz von Indonesien war.
Von seinem Amt trat er am 30. Juni 2003 zurück. Er starb im Alter von 89 Jahren in Jakarta.